# Vulpia bromoides
Vulpia bromoides là một loài thực vật có hoa trong họ Hòa thảo. Loài này được (L.) Gray miêu tả khoa học đầu tiên năm 1821.

## Hình ảnh

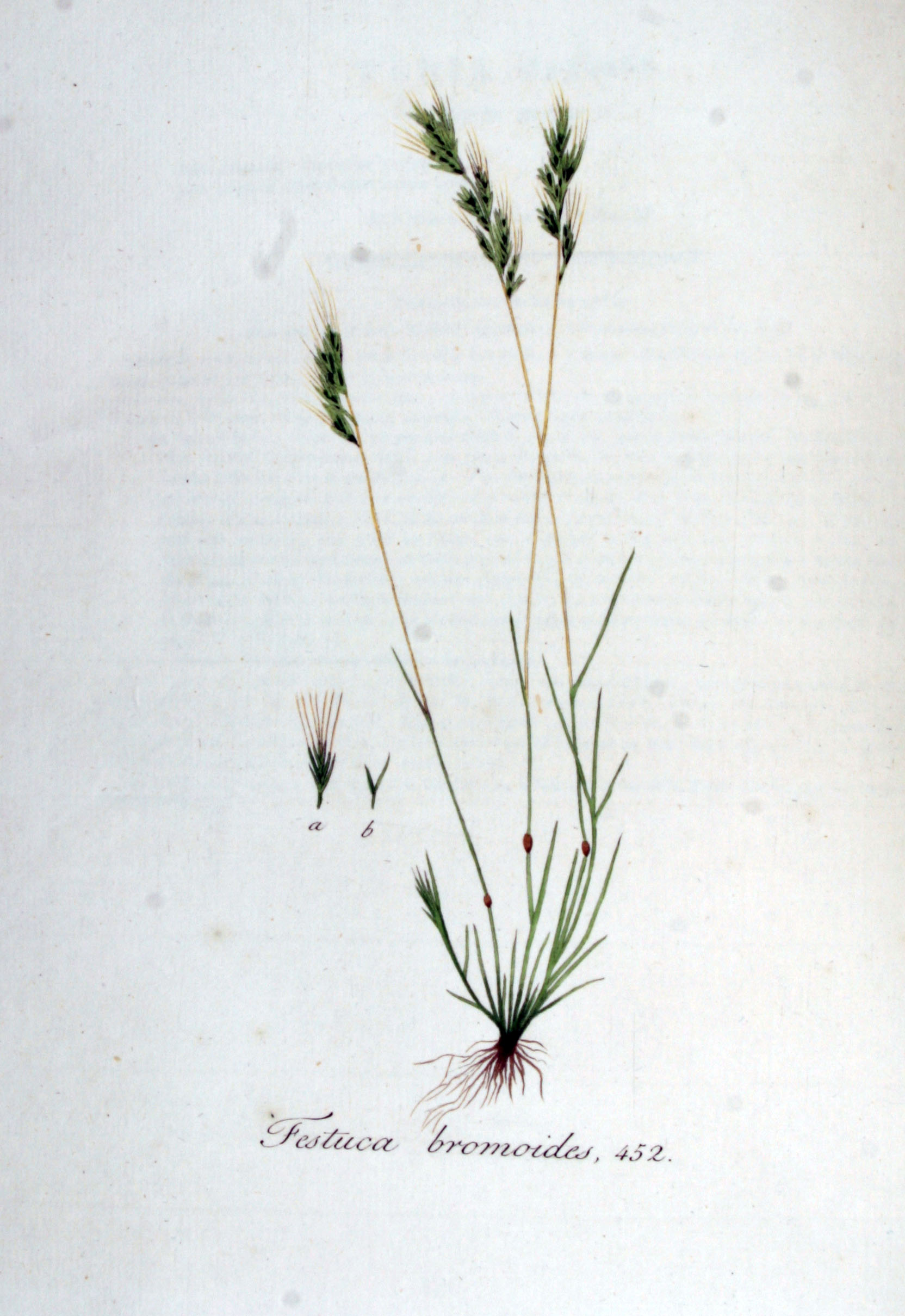
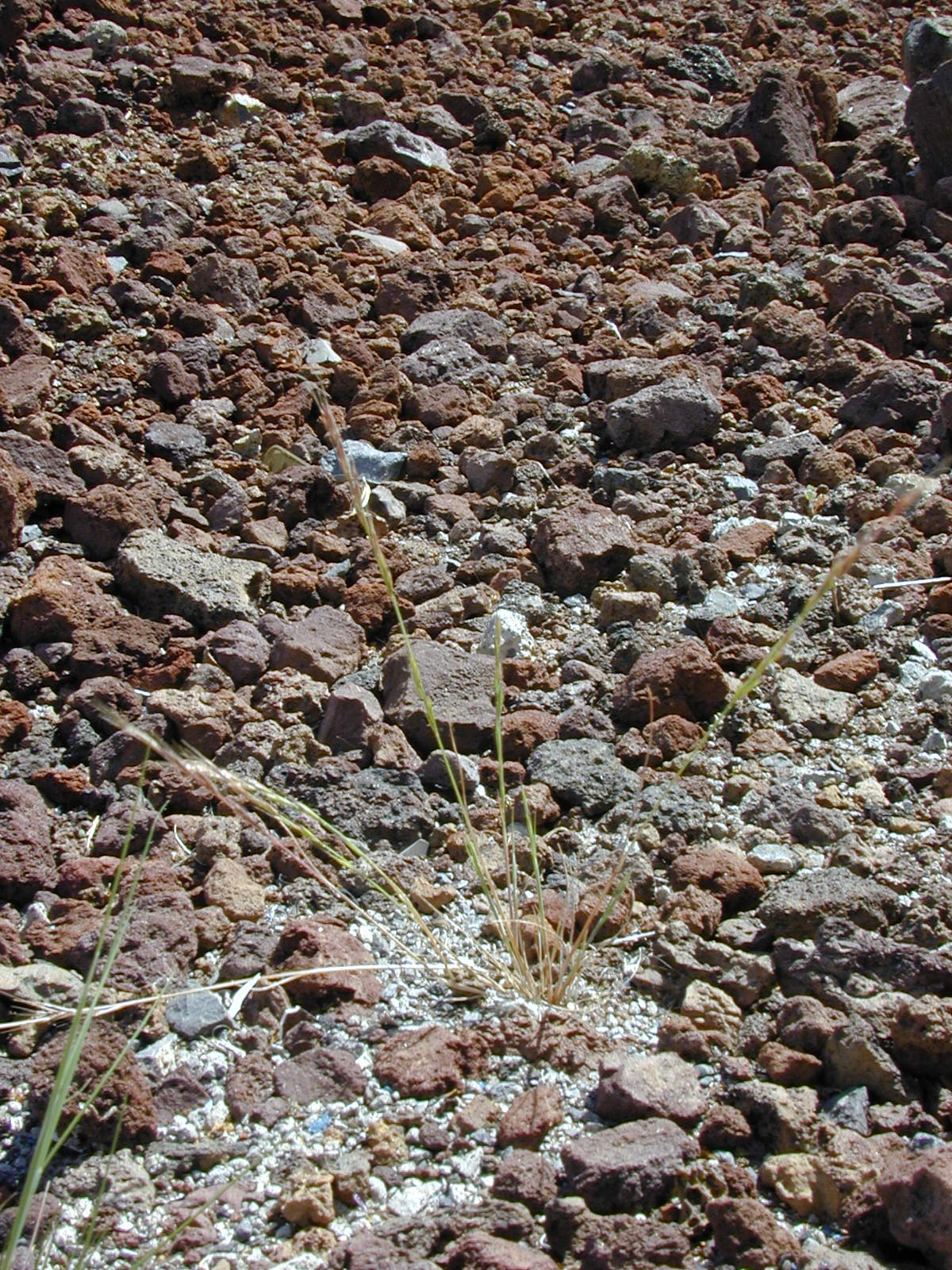
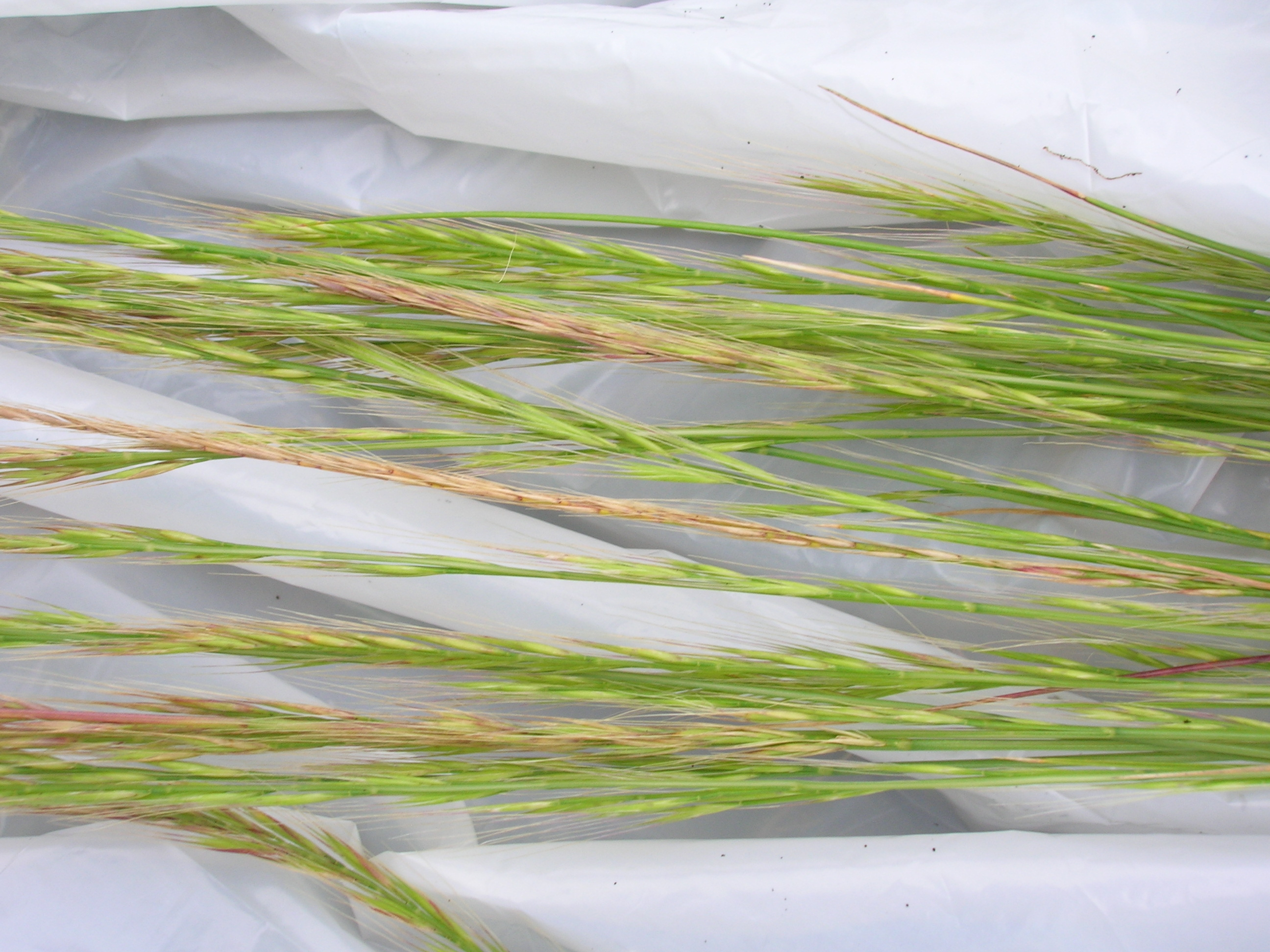
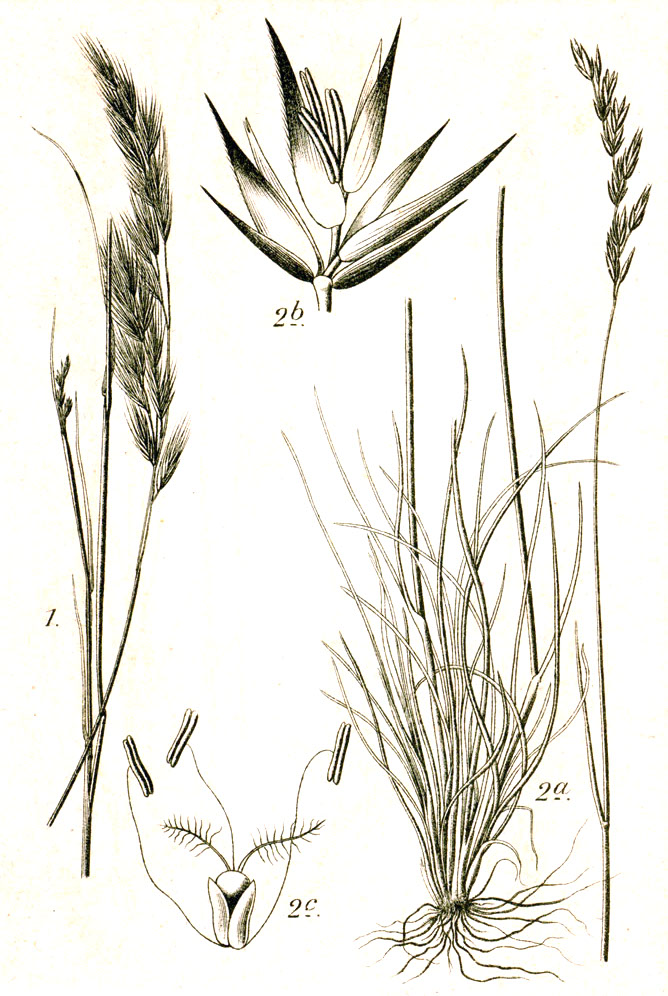